# Alfredo V. Bonfil, Jalisco
Alfredo V. Bonfil är en ort i Mexiko.   Den ligger i kommunen Tala och delstaten Jalisco, i den centrala delen av landet, 500 km väster om huvudstaden Mexico City. Alfredo V. Bonfil ligger 1 311 meter över havet och antalet invånare är 240.
Terrängen runt Alfredo V. Bonfil är platt söderut, men norrut är den kuperad. Runt Alfredo V. Bonfil är det tätbefolkat, med 659 invånare per kvadratkilometer. Närmaste större samhälle är Tala, 2,5 km öster om Alfredo V. Bonfil. I omgivningarna runt Alfredo V. Bonfil växer huvudsakligen savannskog.